# Estado Bolívar
Bolívar es uno de los veintitrés estados que, junto con el Distrito Capital y las Dependencias Federales, forman la República Bolivariana de Venezuela. Su capital es Ciudad Bolívar y su ciudad más poblada, Ciudad Guayana.
Está ubicado al sureste del país, en la región Guayana, limitando al norte con Guárico, Anzoátegui, Monagas y Delta Amacuro, al este con la Guayana Esequiba, (actualmente en reclamación), al sur con Brasil mediante la divisoria de aguas de las cuencas del Orinoco y Amazonas, al suroeste con Amazonas y al oeste con Apure. Con 240 528 km² es el Estado más extenso, con 1.795.353 habitantes en 2023, el sexto más poblado —por detrás de Zulia, Miranda, Carabobo, Lara y Aragua—y con 5,8 hab/km², el cuarto menos densamente habitado, por delante de Apure, Delta Amacuro y Amazonas, el menos denso.
Su territorio está situado casi en su totalidad sobre el macizo guayanés. Posee 11 municipios autónomos y 47 parroquias civiles. Sus principales ciudades son: Ciudad Bolívar, Ciudad Guayana, Upata y Caicara del Orinoco.

## Historia
Durante la colonia, formó parte de la provincia de Nueva Andalucía y más tarde se anexa a la provincia de Guayana a partir de 2 cuando el rey Carlos III crea la Capitanía General de Venezuela.
En 1821 (durante la Gran Colombia) pasó a ser departamento de Orinoco con la mayor extensión de la época (cuya capital era Santo Tomás de la Nueva Guayana de la Angostura del Orinoco o Angostura).
Cuando se disolvió la Gran Colombia, el territorio cambió a provincia de Guayana hasta 1854 cuando pasó a ser provincia de Orinoco (cuya capital era Ciudad Bolívar).
Luego de la separación en 1856 del entonces Territorio Federal Amazonas, la provincia de Guayana pasó, en el año 1864, a llamarse Estado Soberano de Guayana una vez que la Revolución Federal llegó al poder al mando de Juan Crisóstomo Falcón.
En 1881 se convirtió en una de las nueve entidades políticas en que se dividió el país, recibiendo el nombre de Gran Estado Bolívar conformado por Guayana y Apure. En el año de 1887 es segregado del Estado Guayana el actual Estado Delta Amacuro. En 1899, se dio la separación y establecimiento de la autonomía de los Estados Apure y Guayana; y es a partir de la Constitución de 1901, cuando se cambia el nombre de Estado Guayana por Estado Bolívar, como homenaje al Libertador Simón Bolívar, quien estableció en la ciudad de Angostura, hoy Ciudad Bolívar, las bases de la acción que le permitió liberar las actuales naciones bolivarianas (Venezuela, Colombia, Panamá, Ecuador, Perú y Bolivia).
Para las elecciones de gobernador del 15 de octubre de 2017, los resultados para la gobernación del Estado Bolívar, se dieron a conocer 3 días después, proclamando a Justo Noguera Pietri del PSUV como gobernador, tras no presentar resultado irreversibles en las elecciones, el cargo se disputaba con Andrés Velásquez. Días después Velásquez declaró presunto fraude en las elecciones del Estado, insertando ante el CNE un recurso para desestimar dichas elecciones.

## Geografía de Bolívar

### Localización geográfica
Este limita al norte con el río Orinoco y los Estados Delta Amacuro, Monagas, Estado Anzoátegui y Guárico; al sur con la República Federativa del Brasil; al suroeste con el Estado Amazonas; al este con Guyana, en disputa con la República Cooperativa de Guyana y al oeste con el Estado Apure.
En un relieve comprendido entre el escudo guayanés se pueden observar tres grandes paisajes: el de las sabanas y montañas bajas aisladas orinoquenses, el montañoso dominado por las cumbres tabulares de los Tepuyes y los valles de los afluentes del Orinoco y las tierras bajas y en parte sabaneras del Yuruari, limitadas al este por la serranía del Imataca.

### Hidrografía

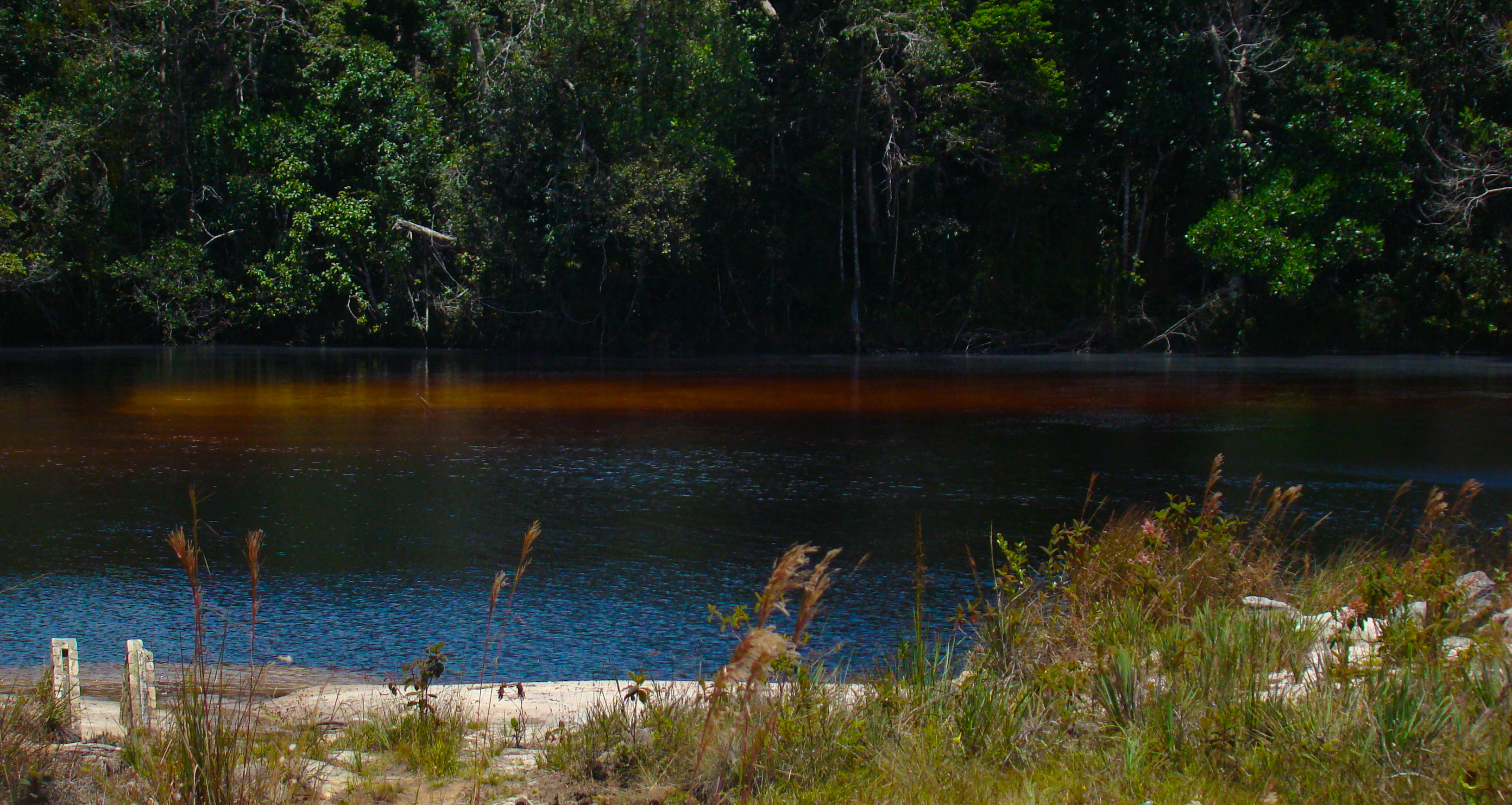
Río en el parque nacional Canaima. El tono dorado se debe a la presencia de gran cantidad de minerales, disueltos en el agua.

Salvo el área comprendida en la cuenca de los ríos Yuruari- Cuyuni, la totalidad del Estado está comprendida en el sistema de drenaje del Orinoco. Entre los ríos más importantes se encuentran el Caroní, el Paragua y el Caura, entre otros. Todos ellos excavan sus cauces a través de una accidentada topografía en las duras rocas del escudo guayanés, dando lugar a valles rápidos, y cascadas. Estos desniveles han permitido en el caso del río Caroní, establecer potentes plantas hidroeléctricas. El Embalse de Guri y la Central Hidroeléctrica Simón Bolívar (antiguamente Raúl Leoni), que cubre más de 80 000 hectáreas, es el centro de generación eléctrica más importante de Venezuela. De la meseta de Auyantepui se desprende el río Churún, afluente del Caroní, con un salto de 936,60 metros: El Salto Ángel, el más alto del mundo.

### Superficie
El Estado Bolívar es el Estado más grande de Venezuela y abarca una gran superficie de 242.801 km² lo que representa el 26,49 % del total nacional. Además, de Iure, posee los territorios de la Guayana Esequiba que se encuentren al sur de la Sierra de Imataca y río Cuyuní, Cuyuní-Mazaruní, Potaro-Siparuni y el Alto Tacutu-Alto Esequibo, lo cual incrementa el territorio en 124.414 km².
La geografía del estado Bolívar es la siguiente: se ubica al sureste de Venezuela, tiene una vegetación selvática y  clima de sabana. El Estado es limitado en mayoría por el río Orinoco, que delimita con varios estados de Venezuela y con la República Brasil. Además con la República Cooperativa de Guyana limita el estado a través del Río Esequibo, aunque esto está en disputa actualmente.

### Organización político-territorial
El Estado Bolívar está conformado por 11 municipios, con 47 parroquias y 1 territorio litigio con Guyana.
| Municipios de Bolívar |
| --- |
| Brasil Guayana Esequiba Amazonas Apure Guárico Anzoátegui Delta Amacuro Angostura Caroní Chien Cedeño El Callao Gran Sabana Angostura · del Orinoco Piar Roscio Sifontes Sucre |

## Demografía

### Evolución demográfica
| POBLACIÓN HISTÓRICA DEL ESTADO BOLÍVAR                       | POBLACIÓN HISTÓRICA DEL ESTADO BOLÍVAR | POBLACIÓN HISTÓRICA DEL ESTADO BOLÍVAR | POBLACIÓN HISTÓRICA DEL ESTADO BOLÍVAR | POBLACIÓN HISTÓRICA DEL ESTADO BOLÍVAR |
| N.º                                                          | Año                                    | Habitantes                             | Crecimiento Intercensal                | Censos de Población o Estimaciones     |
| ------------------------------------------------------------ | -------------------------------------- | -------------------------------------- | -------------------------------------- | -------------------------------------- |
| SIGLO XIX                                                    |                                        |                                        |                                        |                                        |
| 1.º                                                          | 1873                                   | 28 287                                 | Sin cambios                            | Censo venezolano de 1873               |
| 2.º                                                          | 1881                                   | 41 012                                 | + 45,0 %                               | Censo venezolano de 1881               |
| 3.º                                                          | 1891                                   | 55 589                                 | + 35,5 %                               | Censo venezolano de 1891               |
| SIGLO XX                                                     |                                        |                                        |                                        |                                        |
| 4.º                                                          | 1920                                   | 65 852                                 | + 18,5 %                               | Censo venezolano de 1920               |
| 5.º                                                          | 1926                                   | 75 227                                 | + 14,2 %                               | Censo venezolano de 1926               |
| 6.º                                                          | 1936                                   | 83 159                                 | + 10,5 %                               | Censo venezolano de 1936               |
| 7.º                                                          | 1941                                   | 94 522                                 | + 13,7 %                               | Censo venezolano de 1941               |
| 8.º                                                          | 1950                                   | 127 436                                | + 34,8 %                               | Censo venezolano de 1950               |
| 9.º                                                          | 1961                                   | 213 543                                | + 67,6 %                               | Censo venezolano de 1961               |
| 10.º                                                         | 1971                                   | 391 665                                | + 83,4 %                               | Censo venezolano de 1971               |
| 11.º                                                         | 1981                                   | 668 340                                | + 70,6 %                               | Censo venezolano de 1981               |
| 12.º                                                         | 1990                                   | 900 310                                | + 34,7 %                               | Censo venezolano de 1990               |
| SIGLO XXI                                                    |                                        |                                        |                                        |                                        |
| 13.º                                                         | 2001                                   | 1 214 846                              | + 34,9 %                               | Censo venezolano de 2001               |
| 14.º                                                         | 2011                                   | 1 413 115                              | + 16,3 %                               | Censo venezolano de 2011               |
| Sin cambios                                                  | 2021                                   | 1 920 290                              | + 42,0 %                               | Estimaciones del INE                   |
| Fuente: Instituto Nacional de Estadística de Venezuela (INE) |                                        |                                        |                                        |                                        |

### Centros poblados

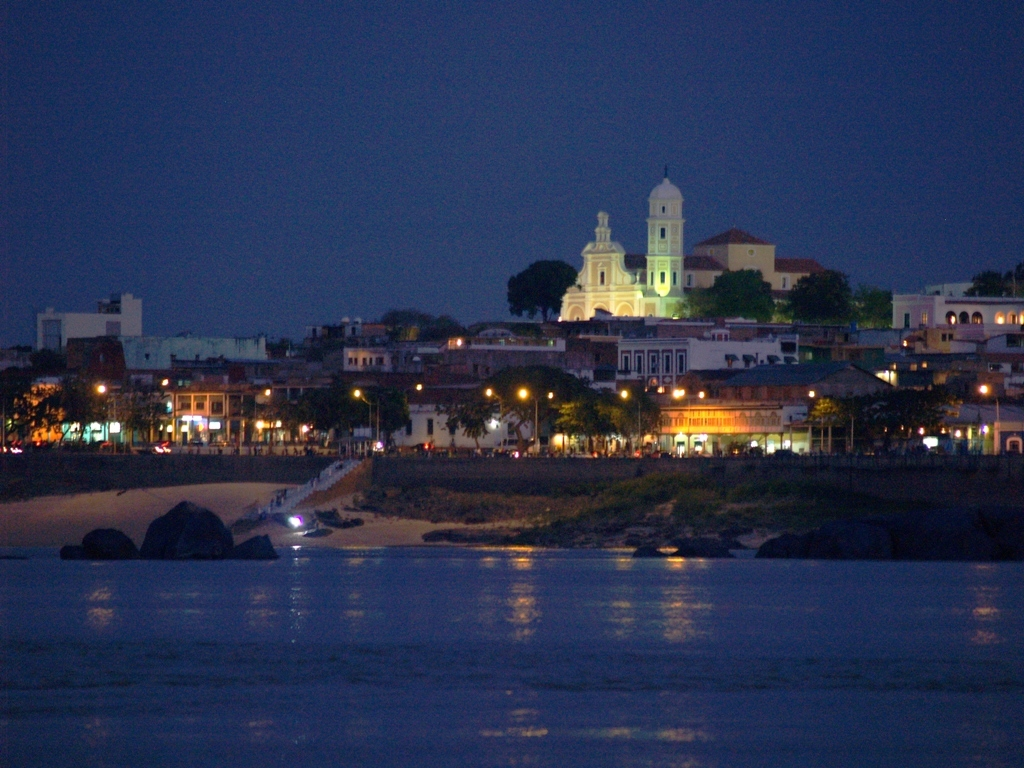
Ciudad Bolívar es la capital; famosa por su arquitectura colonial.

El estado Bolívar se compone de varias poblaciones, pero algunas son sobresalientes por ciertas razones, que hacen a algunas de esas poblaciones más habitables que otras. Algunas de estas grandes poblaciones son:
- Ciudad Guayana (conformada por San Félix de Guayana y Puerto Ordaz).
- Ciudad Bolívar
- Caicara del Orinoco
- Ciudad Piar
- El Callao
- El Dorado
- Maripa
- Santa Elena de Uairén
- Tumeremo
- Upata
- Guasipati
- El Palmar

## Transporte
El acceso al Estado es posible por vía acuática, terrestre y aérea; la entrada desde los estados Amazonas, Apure, Guárico, Anzoátegui, Monagas y Delta Amacuro; siendo los aeropuertos internacionales de Ciudad Bolívar y Ciudad Guayana los más importantes, también tiene acceso internacional. Otros aeropuertos de tráfico nacional están en La Urbana, Caicara del Orinoco, Upata, Guasipati, La Paragua, El Dorado, Santa Elena de Uairén, Canaima y otros más pequeños distribuidos en la entidad.
Las principales vías terrestres son la autopista troncal Norte 19 que a través del puente de Angostura cruza el río Orinoco desde Soledad, Municipio Independencia, en  el estado Anzoátegui  hasta Ciudad Bolívar y sigue a Ciudad Guayana; y la Autopista que a través del Puente Orinoquia cruza al Orinoco y se incorpora a la Autopista Troncal 19 muy cerca de Ciudad Guayana. De aquí parte la troncal 10 vía Upata, Guasipati, El Callao, Tumeremo, El Dorado, La Escalera – Gran Sabana- km 88, hasta Santa Elena de Uairén, atraviesa la frontera con Brasil, llega a la Línea para continuar a Boa Vista y Manaos Brasil. Otras vías se comunican con el estado Amazonas al oeste.
Las vías acuáticas principalmente son en el Orinoco, en barcos pesqueros entre otros, pero también hay viajes por ciertos ríos del Estado, como el Caura y el Caroní.

## Economía
En el Estado Bolívar hay grandes fuentes energéticas muy importantes para Venezuela (la Represa del Guri, entre otros), productos agrícolas famosos (queso guayanés, algodón, yuca, casabe chorreado, catalinas blancas y morenas, naiboa, entre otros), y muchos minerales de gran demanda (hierro, oro, bauxita, entre otros), ubicado en Ciudad Guayana.

### Siderúrgica
Estado Bolívar cuenta con la Siderúrgica del Orinoco (SIDOR), que se encarga de la producción de acero con tecnologías de Reducción Directa y Hornos Eléctricos de Arco, con recursos naturales disponibles en la región Guayana. La empresa se ha visto afectada por la baja producción del rubro, para 2007 la planta producía 4,3 millones de toneladas mientras que para el 2017, solo elabora 260.000 toneladas métricas de acero.

### Empresa de coltán
Para 2017, se empieza a producir coltán por medio de la empresa Parguaza, empresa constituida por el Estado venezolano y la corporación venezolana Faoz.

## Cultura
En numerosas culturas indígenas del Estado Bolívar existen manifestaciones musicales y artesanales. En otros ambientes se baila el joropo, exactamente al noroeste del Estado, por la cercanía de los llanos guariqueños y apureños, el pasaje, los golpes, las tonadas al son del arpa, cuatro y maracas, son características de esta área de Bolívar. Son muy vistosos los carnavales en El Callao, que ya han ganado fama y tradición con el peculiar Calipso guayanés. Esta danza se originó con la llegada de los antillanos que trajeron sus costumbres y su inglés típico, se mezcló con lo nuestro surgiendo junto al patois local y muchas costumbres más.
La artesanía en el Estado Bolívar esta mayormente referida a la cestería, hecha con palma de moriche.
Los indígenas elaboran objetos que son utilitarios y que son muy buscados por los turistas como los collares de semilla de peonías, lágrimas de San Pedro, picos de tucanes, etc.…
Casa de Cultura: Casa de la Cultura Carlos Raúl Villanueva (Ciudad Bolívar), 
Casa de la Cultura María Cova Fernández (Upata),
Casa de la Cultura Ciudad Guayana,
Casa de la Cultura de Maripa,
Complejo Cultural de Tumeremo

### Etnias
El Estado Bolívar es hogar de varios grupos étnicos originarios del país. Entre los grupos principales se encuentran los pemones, los yekuana-sanemá, los panares, los hotis y los piaroas. Todos estos grupos hablan sus propios idiomas, aunque la mayoría también habla el castellano.

### Idiomas
Aparte del castellano, que es la lengua principal, en algunos sectores de Bolívar se hablan varios idiomas.
- Familia Caribe: pemón, yekuana, panare y akawayo
- Familia yanomamo: sanemá
- Inglés: San Martín de Turumbán

Además, hay idiomas aislados como el joti. Las lenguas arutani-sapé probablemente han resultado extintas. Según el artículo 9 de la Constitución del Estado Bolívar de 2001 el castellano es el idioma oficial del Estado y todos los idiomas aborígenes son oficiales para sus respectivos pueblos. También tiene el idioma Portugués por emigrantes brasileños en el municipio sifontes

### Folklore
En las numerosas culturas indígenas del Estado Bolívar, existen manifestaciones musicales y artesanales.
Los habitantes de la selva utilizan flautas de carrizos y sonajas para sus invocaciones espirituales o para la alegría en momentos de expansión colectiva. Música que se caracteriza por ser triste, monódica, pero de hermosa factura.
En otros ambientes se baila el joropo, exactamente al noroeste del Estado, por la cercanía con los llanos guariqueños y apureños; el pasaje, los golpes, las tonadas al son del arpa, maracas y cuatro son características en esta área del Estado Bolívar.
Penetrando hacia el interior, son muy vistosos los carnavales en El Callao, que ya corren fama y tradición con el peculiar Calipso.
El Calipso guayanés se originó con la llegada de antillanos al Estado, que trayendo sus costumbres en su inglés típico, se mezcló con lo nuestro surgiendo el calipso y muchas costumbres más. Figura notable de las comparsas de carnaval y su principal auspiciadora fue la popularmente llamada la Negra Isidora, que le dio mucha trascendencia a este espectáculo.

## Deportes

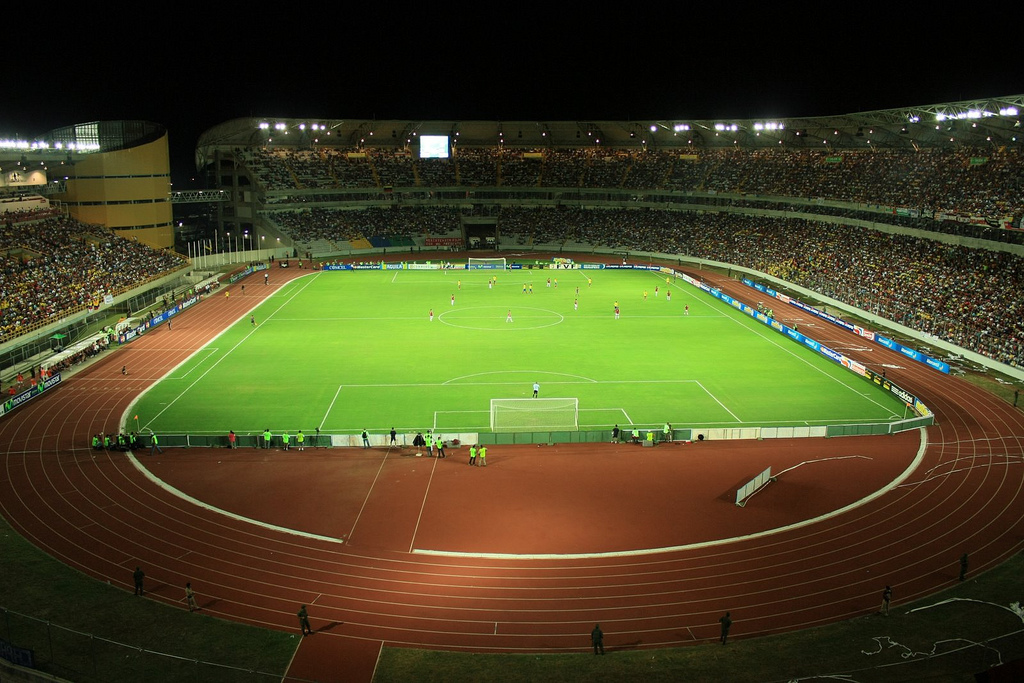
Estadio Cachamay ubicado en Ciudad Guayana.

El Estado Bolívar posee varios equipos de fútbol profesional que participan en las diferentes divisiones del fútbol profesional, el más importante era el desaparecido Mineros de Guayana el cual fue el que más logros obtuvo a nivel nacional e internacional y unos de los mejores de Venezuela, la Fundación AIFI el cual milita en la Segunda División de Venezuela ambos con sede en el Estadio Cachamay en Ciudad Guayana con capacidad para 41.600 espectadores, el Angostura F.C. conjunto que militaba en la Primera División de Venezuela hasta 2024,tenía sede en el Estadio Ricardo Tulio Maya de Ciudad Bolívar con capacidad para 2.500 espectadores, el Minervén F.C. (antiguamente Minerven del Callao) conjunto que milita en la Tercera División de Venezuela,el cual logro llegar a los cuartos de final de la Copa Libertadores 1994 y el Minasoro F.C. el club más antiguo de Venezuela el cual fue fundado en 1958, conjunto que milita en la Tercera División de Venezuela ambos con sede en el Estadio Héctor Thomas en El Callao con capacidad para 5.000 espectadores. 
La Copa América 2007, celebrada en toda Venezuela, incluyendo al Estado Bolívar, se jugaron algunos partidos en el re-inaugurado Estadio Cachamay, por lo cual ha sido el evento de mayor envergadura internacional celebrado en el Estado, también se han realizado diversos torneos internacionales de categorías inferiores y ha sido sede de varios juegos de la Copa Libertadores, la Copa Conmebol y la Copa Sudamericana.
Posee además el Estadio de béisbol más grande del país, el Estadio La Ceiba de Ciudad Guayana, recientemente restaurado y con capacidad para 30.000 espectadores.
En el año 2007 con la expansión de la Liga Profesional de Baloncesto de Venezuela fue aprobada la adjudicación de una franquicia en el área del baloncesto, que inicialmente fue llamada Macizos de Guayana y a principios de 2008 en su presentación a la prensa fue renombrada como Gigantes de Guayana, que pasó a ser el décimo equipo de la liga de baloncesto venezolana jugando desde entonces en el Gimnasio Hermanas González.
A finales de 2011 se realizó la primera temporada de la nueva Superliga Venezolana de Voleibol en donde debutó el equipo Huracanes de Bolívar el mismo fue el campeón de la temporada 2011 batiendo en la final al equipo Industriales de Valencia, el mismo dominó toda la temporada de principio a fin demostrando el gran nivel y su supremacía en Venezuela

## Gastronomía
La gastronomía del Estado Bolívar, es el resultado de la fusión de varias culturas indígenas venezolanas. Se caracteriza por el uso de la yuca, el merey, el maíz y el pescado, de donde derivan platos con sabores únicos y extraordinarios.
El Estado Bolívar posee una gastronomía muy variada utilizando los productos de la zona, siendo el casabe (preparado de la yuca) el principal acompañante de los diversos platos, destacándose luego el pescado de río conocido como la sapoara y el merey de donde se preparan diversos dulces, turrones, etc. También se elaboran variedades de quesos como: el telita, queso de mano y guayanés,entre otros.
La sapoara, tradición gastronómica del Estado Bolívar, es un pez que abunda en las adyacencias de los ríos Orinoco y Caroní, es famoso en Ciudad Bolívar y en general en todas las zonas ribereñas del río Orinoco. Este pez se prepara en sancocho, frito, relleno y asado. Es definido por los especialistas, como el pez más característico y distintivo de Ciudad Bolívar por su costumbre de aparecer una vez al año, siendo uno de los pocos lugares donde se le puede pescar, frente al paseo Orinoco de Ciudad Bolívar.
La pesca de la sapoara, se da exactamente frente al muelle donde llegan las lanchas que transportan a los habitantes de Ciudad Bolívar y Soledad, aquí se realiza la gran fiesta de la ciudad durante el mes de agosto de cada año conocido internacionalmente como "La Feria de la Sapoara".
Uno de los platos más famosos que se prepara con la sapoara, es la dorada, horneada, rellena y el pastel de morrocoy cortadas en ruedas, en sancocho y el resto queda en la imaginación de las amas de casa o los grandes chefs del rubro gastronómico que abundan en el Estado.
Es así que las recetas de los especialistas que llevan años cocinando para los exigentes paladares nacionales e internacionales, sugieren que el pez se puede preparar frito (dorado), teniendo como principal ingrediente la sal y el ajo. Si la preferencia es comerlo horneado, no se debe olvidar el abrirse por la espalda y cubrirse de sal, aplicándole diversos condimentos como aliños picados (ají, cebolla, pimentón), mostaza, etc., y rellenarlo con verduras y huevo para luego envolverlo en papel de aluminio, colocándose en el horno hasta que se dore. Este plato puede estar acompañado de yuca, ensalada y arroz o con unas papas gratinadas, todo según el gusto de cada persona.
El sancocho de sapoara, es indudablemente también una delicia del arte culinario del Estado Bolívar; se prepara como cualquier sopa y se agregan las verduras y aliños que deseen. Este pez por su condición y única aparición durante un mes del año, obliga a todos a disfrutar de sus nutrientes y su rico sabor.
Sin duda esta variedad que ofrece el Estado Bolívar, está marcada por las diferentes culturas que conforman nuestra región. Una tradición que se mantiene viva por nuestros indígenas a pesar del tiempo, donde los habitantes y visitantes forman parte de ella.Gastronomía del Estado Bolívar

## Política y gobierno

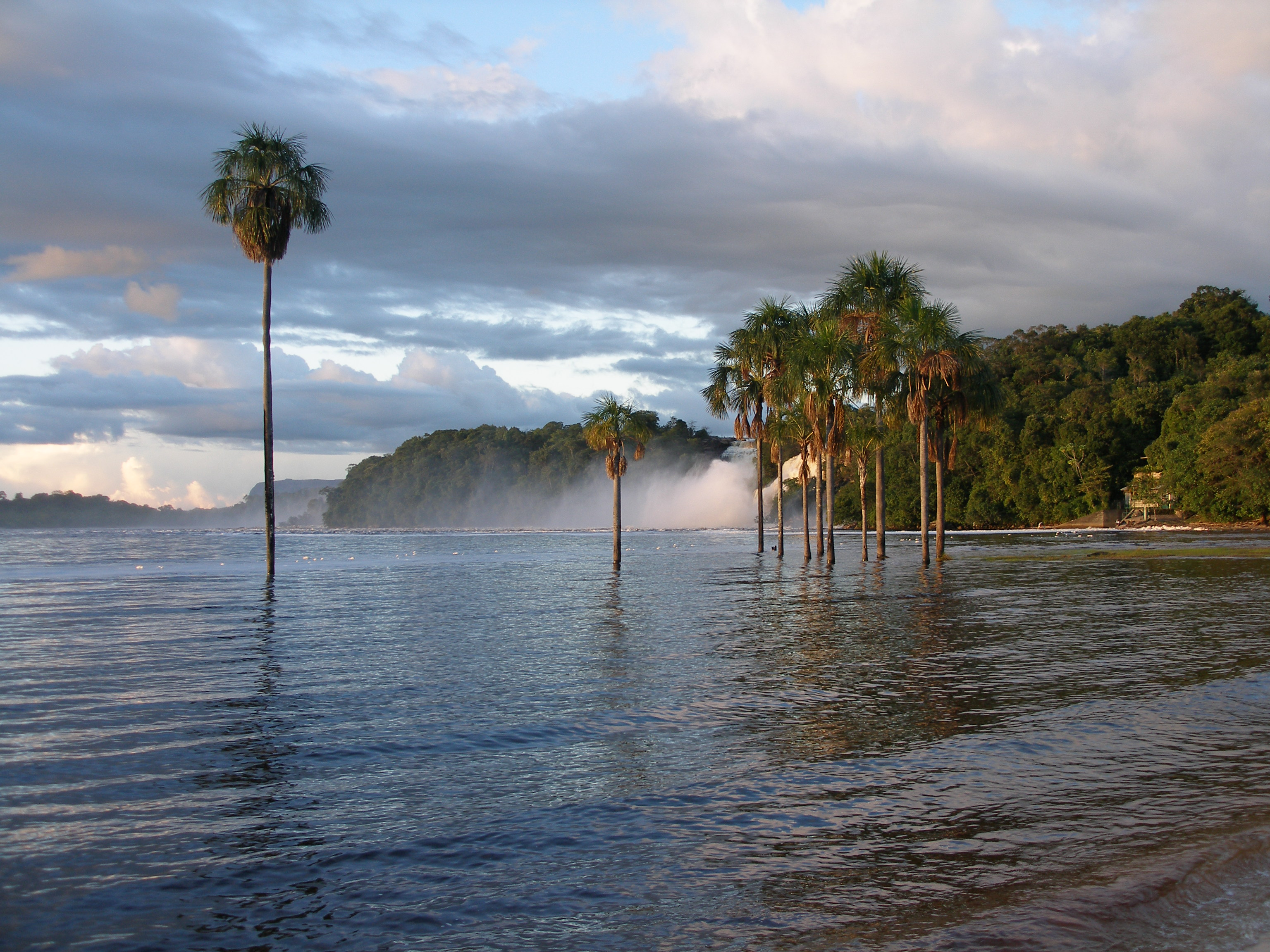
Canaima, está ubicada en el sureste del Estado Bolívar.

El Estado es autónomo e igual en lo político al resto de la Federación, organiza su administración y sus Poderes Públicos por medio de la Constitución del Estado Bolívar, aprobada por el Consejo Legislativo en Ciudad Bolívar el 2 de julio de 2001.

### Poder ejecutivo
Está compuesto por la gobernadora del Estado Bolívar y un grupo Secretarios Estatales. El Gobernador es elegido por el pueblo mediante voto directo y secreto para un periodo de cuatro años y con posibilidad de ser reelegido de manera continua, siendo el encargado de la administración estatal. La gobernadora actual es Yulisbeth García del PSUV.
| Período     | Gobernador             | Partido Político | % de votos | Notas |
| ----------- | ---------------------- | ---------------- | ---------- | --- |
| 1989 - 1992 | Andrés Velásquez       | LCR              | 40,30      | Primer Gobernador bajo elecciones directas.                                                                        |
| 1992 - 1995 | Andrés Velásquez       | LCR              | 63,36      | Reelecto |
| 1995 - 1998 | Jorge Carvajal         | AD               | 49,41      | Segundo gobernador bajo elecciones directas                                                                        |
| 1998 - 2000 | Jorge Carvajal         | AD               | 50,84      | Reelecto (Se realizaron elecciones generales adelantadas en el 2000 por la aprobación de la Constitución de 1999). |
| 2000 - 2004 | Antonio Rojas Suárez   | MVR              | 63,68      | Tercer gobernador bajo elecciones directas                                                                         |
| 2004 - 2008 | Francisco Rangel Gómez | MVR              | 58,85      | Cuarto gobernador bajo elecciones directas                                                                         |
| 2008 - 2012 | Francisco Rangel Gómez | PSUV             | 47,38      | Reelecto |
| 2012 - 2017 | Francisco Rangel Gómez | PSUV             | 43,53      | Reelecto |
| 2017 - 2021 | Justo Noguera Pietri   | PSUV             | 49,09      | Quinto gobernador bajo elecciones directas                                                                         |
| 2021 - 2025 | Ángel Marcano          | PSUV             | 42,88      | Sexto gobernador bajo elecciones directas                                                                          |
| 2025 - 2029 | Yulisbeth García       | PSUV             | 88,17      | Primer mujer electa en el cargo                                                                                    |

### Poder legislativo
La legislatura del Estado recae sobre el Consejo Legislativo del Estado Bolívar unicameral, elegidos por el pueblo mediante el voto directo y secreto cada cuatro años pudiendo ser reelegidos de manera continua, bajo un sistema de representación proporcional de la población del Estado y sus municipios, el Estado cuenta 15 diputados, de los cuales 4 pertenecen a la oposición y 11 al oficialismo, se incluye una representación de los pueblos y comunidades indígenas del Estado Bolívar.